# Kampulokara caenosum
Kampulokara caenosum är en insektsart som beskrevs av Frederick Arthur Godfrey Muir 1913. Kampulokara caenosum ingår i släktet Kampulokara och familjen Derbidae. Inga underarter finns listade i Catalogue of Life.